# Атанасий (преториански префект)
Вижте пояснителната страница за други личности с името Атанасий.
Атанасий (на старогръцки: Ἀθανάσιος; на латински: Athanasius) през 6 век византийски чиновник и преториански префект на Италия (539 – 542) и Африка (545 – 548) по времето на император Юстиниан I (упр. 527 – 565).
Неговият брат комес и сенатор Александер е византийски дипломат в Сасанидска Персия и Източно-готска Италия през 530-те.